# کردونیش

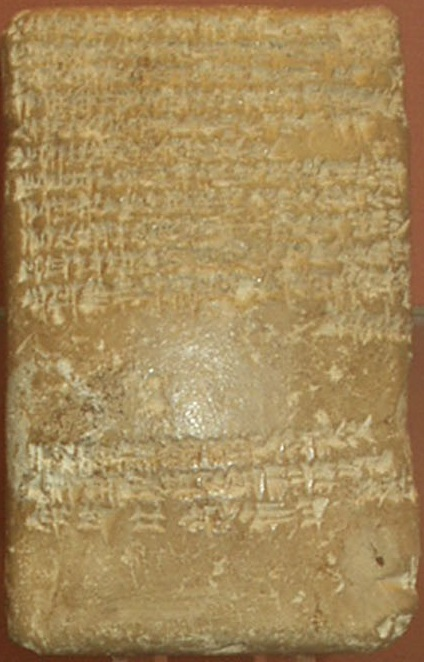
کردونیش

کردونیش یا کردونیاس یا کردیونی (انگلیسی: Karduniaš) یک اصطلاح کاسی‌ها بوده‌است که برای ناحیه ای با مرکزیت شهر قدیم بابل بکار برده می‌شده‌است که توسط سلسله کاسی‌ها آباد شده بوده‌است.